# Boće (Raška)
Boće (cirill betűkkel Боће), település Szerbiában, a Raškai körzethez tartozó Raška községben.

## Népesség
- 1948-ban 343 lakosa volt.
- 1953-ban 394 lakosa volt.
- 1961-ben 436 lakosa volt.
- 1971-ben 404 lakosa volt.
- 1981-ben 303 lakosa volt.
- 1991-ben 154 lakosa volt.
- 2002-ben 70 lakosa volt, akik mindannyian szerbek.